# Río Dropt
El río Dropt o Drot (en occitano Dròt y en español áurico Droto) es un río del sudoeste de Francia y un afluente por la derecha del río Garona, en la región de Aquitania.
El Dropt nace cerca de Capdrot (Dordoña) a une altitud de 160 metros y desemboca cerca de Caudrot (departamento de Gironda). Su longitud es de 132 km y su cuenca de unos 1.300 km².

## Departamentos y principales ciudades ribereñas

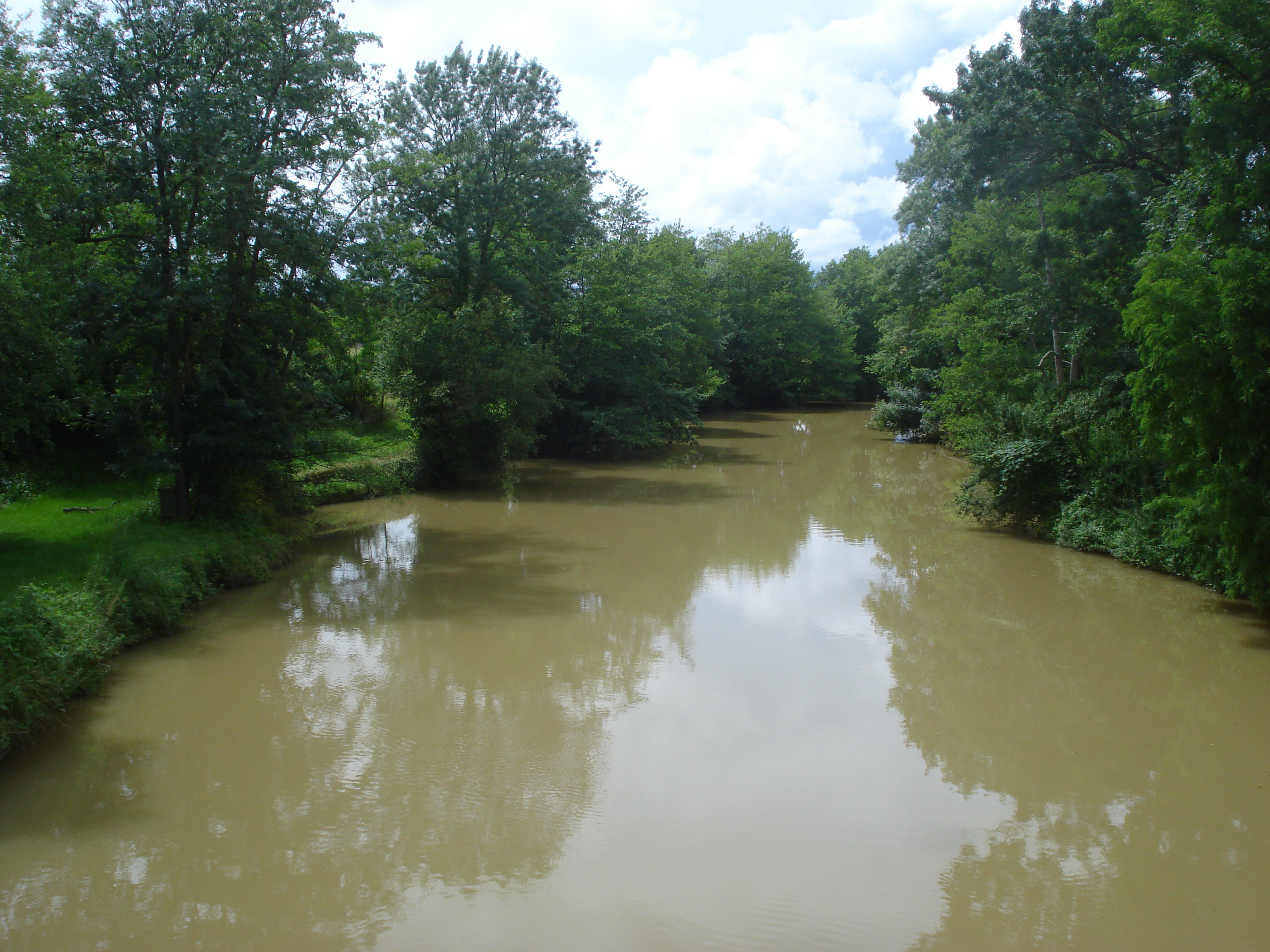
El Dropt en Monségur.

- Dordoña (24) : Monpazier, Gaugeac, Eymet
- Lot-et-Garonne  (47) : Villeréal, Castillonnès, Duras, Allemans-du-Dropt
- Gironda  (33) : Monségur, Gironde-sur-Dropt